# Leninske (Swerdlowsk)
Leninske (ukrainisch Ленінське – ukrainisch offiziell seit dem 12. Mai 2016 Waljaniwske/Вальянівське; russisch Ленинское/Leninskoje) ist eine Siedlung städtischen Typs im Süden der ukrainischen Oblast Luhansk mit etwa 3400 Einwohnern.
Der Ort gehört administrativ zur Stadtgemeinde der 6 Kilometer westlich liegenden Stadt Swerdlowsk und bildet eine eigene Siedlungsratsgemeinde zu der auch das Dorf Malowedmesche (Маловедмеже) sowie die Ansiedlungen Fedoriwka (Федорівка) und Ustyniwka (Устинівка) zählen, die Oblasthauptstadt Luhansk befindet sich 56 Kilometer nördlich des Ortes, im Ortsgebiet entspringt der Fluss Mala Medwescha (Мала Медвежа).
Leninske wurde 1900 als Bahnhofssiedlung Waljanow (russisch Вальянов) gegründet, 1903 wurden die ersten Kohlegruben errichtet und ab 1932 trug der Ort den Namen Schachty Nr. 9 imeni Lenina (шахти № 9 імені Леніна), 1938 wurde der Ort zu einer Siedlung städtischen Typ erhoben und erhielt 1944 seinen heutigen Namen, seit Sommer 2014 ist der Ort im Verlauf des Ukrainekrieges durch Separatisten der Volksrepublik Lugansk besetzt.